# 全国高等学校総合体育大会陸上競技大会
全国高等学校総合体育大会陸上競技大会（ぜんこくこうとうがっこう そうごうたいいくたいかい りくじょうきょうぎたいかい、別名：秩父宮賜杯全国高等学校陸上競技対校選手権大会）は、日本の高等学校対抗の陸上競技大会。

## 大会の概要
戦後学制改革で新制高等学校が発足した1948年、明治神宮外苑競技場で第1回大会が行われ、1963年の第16回大会からは全国高等学校総合体育大会のひとつとして行われるようになった。
大会は学校対抗で行われ、各都府県予選（北海道の支部予選）、地方大会予選（北海道の全道大会は地方大会扱いとなる）と勝ち抜いた学校が出場し、各種目の決勝レースの順位で次の学校得点が与えられる。
| 順位 | 1位 | 2位 | 3位 | 4位 | 5位 | 6位 | 7位 | 8位 |
| ---- | --- | --- | --- | --- | --- | --- | --- | --- |
| 得点 | 8   | 7   | 6   | 5   | 4   | 3   | 2   | 1   |

総合優勝校には秩父宮賜杯・同妃賜杯が贈呈されるほか、全国高体連会長杯・文科大臣杯・NHK盾・日本学連盾・読売新聞優勝旗が贈られる。
加えてトラック・フィールド各総合優勝校には朝日・毎日新聞社からカップ・盾が、MVPには日本陸連会長杯が贈呈される。
2000年まで女子400mH、競歩、混成競技、長距離(男子10000m､女子5000m)は普及度の関係から本大会とは別日程で全国高校選手権大会として実施されていた(途中女子400mHが本大会採用)。その後、2001年大会より競歩と混成競技が本大会へ採用され、全国高校選手権大会は役目を終えた。
なお、競歩と混成競技は他の種目と違い、各地方大会上位4名と出場枠が他種目より2名少ない。
しかし日本陸連は気候変動による夏開催を避け秋開催を検討していることが明らかに。実際に2025年大会では100・200m・ハードルでは予選と同上位24名の決勝はタイムレース。また一部の中長距離走でもタイムレースのみ実施。フィールドも最大4回の短縮や走高跳と棒高跳も2回連続失敗で強制終了するなど大幅変更されている。

## 大会記録

### 男子
| 種目           | 記録           | 名前                                    | 所属       | 日付               | 会場   |
| -------------- | -------------- | --------------------------------------- | ---------- | ------------------ | ------ |
| 100m           | 10秒00（+1.7） | 清水空跳                                | 星稜高     | 2025年7月26日      | 広島   |
| 200m           | 20秒61（+0.1） | 若菜敬                                  | 佐野高     | 2024年7月31日      | 博多   |
| 400m           | 46秒11         | 加藤修也                                | 浜名高     | 2013年7月30日      | 大分   |
| 800m           | 1分44秒80 NR   | 落合晃                                  | 滋賀学園高 | 2024年7月31日      | 博多   |
| 1500m          | 3分39秒20      | フェリックス・ムティアニ                | 山梨学院高 | 2025年7月25日      | 広島   |
| 5000m          | 13分36秒14     | ジョセファト・ダビリ                    | 流経大柏高 | 2003年8月1日       | 長崎   |
| 110mH          | 13秒59（-0.7） | 古賀ジェレミー                          | 東京高     | 2024年8月1日       | 博多   |
| 400mH          | 49秒84         | 後藤大樹                                | 洛南高     | 2025年7月27日      | 広島   |
| 3000mSC        | 8分21秒60      | フィレモン・キプラガット                | 倉敷高     | 2017年8月2日       | 山形   |
| 5000mW         | 20分6秒58      | 逢坂草太朗                              | 川西緑台高 | 2023年8月4日       | 厚別   |
| 4×100mR        | 39秒49         | 北村仁一朗 安川飛翔 安藤光惺 土井カハル | 洛南高     | 2025年7月27日      | 広島   |
| 4×400mR        | 3分07秒25      | 北村澪音 安川飛翔 渡辺敦紀 後藤大樹     | 洛南高     | 2025年7月29日      | 広島   |
| 走高跳         | 2m24           | 中谷魁聖                                | 福岡第一高 | 2024年8月1日       | 博多   |
| 棒高跳         | 5m43           | 江島雅紀                                | 荏田高     | 2016年7月30日      | 岡山   |
| 走幅跳         | 8.12m (+1.7)   | 藤原孝輝                                | 洛南高     | 2019年8月5日       | 沖縄   |
| 三段跳         | 15m80          | 野崎千皓                                | 洛南高     | 2015年8月2日       | 和歌山 |
| 砲丸投(旧)     | 19m57          | 畑瀬聡                                  | 博多工高   | 2000年8月4日       | 長良川 |
| 砲丸投(新)     | 18m74          | 山田暉斗                                | 法政二高   | 2022年8月5日       | 徳島   |
| 円盤投(旧)     | 57m85          | 堤雄司                                  | 札幌拓北高 | 2007年8月6日       | 佐賀   |
| 円盤投(新)     | 58m02          | 山下航生                                | 市岐阜商高 | 2018年8月3日       | 三重   |
| ハンマー投(旧) | 71m78          | 室伏広治                                | 成田高     | 1992年8月          | 宮崎   |
| ハンマー投(新) | 69m38          | アツオビン・アンドリュウ                | 花園高     | 2024年7月28日      | 博多   |
| やり投         | 73m98          | 山田啓太                                | 安積高     | 2005年8月6日       | 千葉   |
| 八種競技       | 6325点         | 宮下輝一                                | 市船橋高   | 2025年7月25日-26日 | 広島   |

### 女子
| 種目       | 記録              | 名前                                | 所属           | 日付          | 会場   |
| ---------- | ----------------- | ----------------------------------- | -------------- | ------------- | ------ |
| 100m       | 11秒50 (+1.0 m/s) | 御家瀬緑                            | 恵庭北高       | 2019年8月5日  | 沖縄   |
| 200m       | 23秒48            | 中村宝子                            | 浜松西高       | 2006年8月5日  | 長居   |
| 400m       | 53秒07            | バログン・ハル                      | 市川高         | 2025年7月26日 | 広島   |
| 800m       | 2分00秒81         | 久保凛                              | 東大阪大敬愛高 | 2024年7月31日 | 博多   |
| 1500m      | 4分06秒54         | カリバ・カロライン                  | 神村学園       | 2023年8月3日  | 厚別   |
| 3000m      | 8分43秒09         | カリバ・カロライン                  | 神村学園       | 2023年8月6日  | 厚別   |
| 100mH      | 13秒30(+1.3m)     | 石原南菜                            | 白鴎大足利高   | 2025年7月29日 | 広島   |
| 400mH      | 57秒09            | 石塚晴子                            | 東大阪大敬愛高 | 2015年7月31日 | 和歌山 |
| 3000mW     | 12分55秒38        | 岡田久美子                          | 熊谷女高       | 2009年7月30日 | 奈良   |
| 5000mW     | 22分45秒28        | 河添香織                            | 立命館宇治高   | 2013年7月31日 | 大分   |
| 4×100mR    | 45秒12            | 八代理衣 三輪琉姫 布施一葉 坂本茜   | 中京大中京高   | 2025年7月27日 | 広島   |
| 4×400mR    | 3分37秒67         | 戸谷温海 川田朱夏 戸谷湧海 佐々木梓 | 東大阪大敬愛高 | 2016年8月2日  | 岡山   |
| 走高跳     | 1m83              | 太田陽子                            | 湘南工大付高   | 1992年8月日   | 宮崎   |
| 棒高跳     | 4m05              | 松井愛果                            | 大塚高         | 2024年7月31日 | 博多   |
| 走幅跳     | 6m40（+1.8m）     | 成澤柚日                            | 共愛学園高     | 2025年7月27日 | 広島   |
| 三段跳     | 12m85（+0.2m/s）  | 田口侑楽                            | 国際学院高     | 2023年8月6日  | 厚別   |
| 砲丸投     | 15m53             | 市岡寿実                            | 津商高         | 1997年8月3日  | 西京極 |
| 円盤投     | 50m05             | 齋藤真希                            | 鶴岡工高       | 2018年8月4日  | 三重   |
| ハンマー投 | 59m00             | 村上来花                            | 弘前実高       | 2021年7月28日 | 福井   |
| やり投     | 57m31             | 佐藤友佳                            | 東大阪大敬愛高 | 2010年7月29日 | 沖縄   |
| 七種競技   | 5519点            | ヘンプヒル恵                        | 京都文教高     | 2014年8月2日  | 山梨   |

## 大会一覧
| 回数                                 | 開催日程                           | 開催地                             | 開催会場                             | 男子総合優勝                       | 女子総合優勝                       |
| 全国高等学校陸上競技対校選手権大会   | 全国高等学校陸上競技対校選手権大会 | 全国高等学校陸上競技対校選手権大会 | 全国高等学校陸上競技対校選手権大会   | 全国高等学校陸上競技対校選手権大会 | 全国高等学校陸上競技対校選手権大会 |
| ------------------------------------ | ---------------------------------- | ---------------------------------- | ------------------------------------ | ---------------------------------- | ---------------------------------- |
| 1                                    | 1948年                             | 東京・代々木                       | 明治神宮外苑競技場                   | 磐田第一（静岡）                   | 光華（京都）                       |
| 2                                    | 1949年                             | 大阪・堺                           | 中百舌鳥陸上競技場                   | 舟入（広島）                       | 光華（京都）                       |
| 3                                    | 1950年                             | 栃木・宇都宮                       | 栃木県総合運動公園陸上競技場         | 九州学院（熊本）                   | 光華（京都）                       |
| 4                                    | 1951年                             | 石川・金沢                         | 金沢市営陸上競技場                   | 世羅（広島）                       | 秋田北（秋田）                     |
| 5                                    | 1952年                             | 長野・松本                         | 長野県営松本陸上競技場               | 磐田南（静岡）                     | 長生第一（千葉）                   |
| 6                                    | 1953年                             | 神奈川・横浜                       | 三ツ沢公園陸上競技場                 | 浜松商業（静岡）                   | 伝習館（福岡）                     |
| 7                                    | 1954年                             | 熊本・熊本                         | 熊本市水前寺陸上競技場               | 磐田南（静岡）                     | 祇園（広島）                       |
| 8                                    | 1955年                             | 山形・酒田                         | 酒田市営光ヶ丘陸上競技場             | 済済黌（熊本）                     | 西遠女子学園（静岡）               |
| 9                                    | 1956年                             | 高知・高知                         | 高知市営陸上競技場                   | 日大二（東京）                     | 光華（京都）                       |
| 10                                   | 1957年                             | 富山・富山                         | 富山県営陸上競技場                   | 熊本工業（熊本）                   | 長良（岐阜）                       |
| 11                                   | 1958年                             | 山口・下関                         | 下関市営陸上競技場                   | 長良（岐阜）                       | 光華（京都）                       |
| 12                                   | 1959年                             | 東京・新宿                         | 国立競技場                           | 小田原（神奈川）                   | 西遠女子学園（静岡）               |
| 13                                   | 1960年                             | 兵庫・神戸                         | 神戸市王子陸上競技場                 | 春日丘（大阪）                     | 名古屋女学院（愛知）               |
| 14                                   | 1961年                             | 静岡・静岡                         | 草薙陸上競技場                       | 日大二（東京）                     | 二階堂（東京）                     |
| 15                                   | 1962年                             | 大分・大分                         | 大分市営陸上競技場                   | 目黒（東京）                       | 二階堂（東京）                     |
| 全国高等学校総合体育大会陸上競技大会 |                                    |                                    |                                      |                                    |                                    |
| 16                                   | 1963年                             | 新潟・新潟                         | 県営陸上競技場                       | 日大三島（静岡）                   | 光華（京都）                       |
| 17                                   | 1964年                             | 大阪・大阪                         | 長居陸上競技場                       | 横須賀（神奈川）                   | 片山女子（岡山）                   |
| 18                                   | 1965年                             | 大分・大分                         | 大分市営陸上競技場                   | 延岡工業（宮崎）                   | 松阪女子（三重）                   |
| 19                                   | 1966年                             | 青森・青森                         | 青森県営陸上競技場                   | 長良（岐阜）                       | 長良（岐阜）                       |
| 20                                   | 1967年                             | 福井・福井                         | 福井運動公園陸上競技場               | 三潴（福岡）                       | 美作（岡山）                       |
| 21                                   | 1968年                             | 広島・広島                         | 広島県総合グラウンド陸上競技場       | 国府台（千葉）                     | 美作（岡山）                       |
| 22                                   | 1969年                             | 群馬・前橋                         | 群馬県総合運動公園陸上競技場         | 中京（愛知）                       | 名古屋女子大（愛知）               |
| 23                                   | 1970年                             | 和歌山・和歌山                     | 紀三井寺運動公園陸上競技場           | 相原（神奈川）                     | 名古屋女子大（愛知）               |
| 24                                   | 1971年                             | 徳島・鳴門                         | 鳴門総合運動公園陸上競技場           | 中京（愛知）                       | 丸亀（香川）                       |
| 25                                   | 1972年                             | 山形・山形                         | あかねヶ丘陸上競技場                 | 磐田南（静岡）                     | 明善（香川）                       |
| 26                                   | 1973年                             | 三重・伊勢                         | 県営総合競技場                       | 成田（千葉）                       | 宇治山田商業（三重）               |
| 27                                   | 1974年                             | 福岡・久留米                       | 久留米総合スポーツセンター陸上競技場 | 行田（埼玉）                       | 鈴峯女子（広島）                   |
| 28                                   | 1975年                             | 東京・新宿                         | 国立競技場                           | 岡山工業（岡山）                   | 鹿児島女子（鹿児島）               |
| 29                                   | 1976年                             | 長野・長野                         | 長野市営陸上競技場                   | 成田（千葉）                       | 富士見（静岡）                     |
| 30                                   | 1977年                             | 岡山・岡山                         | 岡山県陸上競技場                     | 浜松商業（静岡）                   | 大阪薫英女学院（大阪）             |
| 31                                   | 1978年                             | 福島・福島                         | 信夫ヶ丘陸上競技場                   | 水戸工業（茨城）                   | 鹿児島女子（鹿児島）               |
| 32                                   | 1979年                             | 滋賀・大津                         | 皇子山陸上競技場                     | 由良育英（鳥取）                   | 宮崎工業（宮崎）                   |
| 33                                   | 1980年                             | 愛媛・松山                         | 愛媛総合運動公園陸上競技場           | 清風（大阪）                       | 磐田北（静岡）                     |
| 34                                   | 1981年                             | 神奈川・横浜                       | 三ッ沢公園陸上競技場                 | 宮崎工業（宮崎）                   | 八女（福岡）                       |
| 35                                   | 1982年                             | 鹿児島・鹿児島                     | 鴨池運動公園陸上競技場               | 八女工業（福岡）                   | 山北（神奈川）                     |
| 36                                   | 1983年                             | 愛知・名古屋                       | 瑞穂公園陸上競技場                   | 東京農大二（群馬）                 | 富岡東（群馬）                     |
| 37                                   | 1984年                             | 秋田・秋田                         | 中央公園陸上競技場                   | 添上（奈良）                       | 長浜（滋賀）                       |
| 38                                   | 1985年                             | 石川・金沢                         | 西部緑地公園陸上競技場               | 由良育英（鳥取）                   | 埼玉栄（埼玉）                     |
| 39                                   | 1986年                             | 山口・山口                         | 維新百年記念公園陸上競技場           | 洛南（京都）                       | 埼玉栄（埼玉）                     |
| 40                                   | 1987年                             | 北海道・札幌                       | 札幌厚別公園競技場                   | 松山（埼玉）                       | 埼玉栄（埼玉）                     |
| 41                                   | 1988年                             | 兵庫・神戸                         | 神戸ユニバー記念競技場               | 洛南（京都）                       | 埼玉栄（埼玉）                     |
| 42                                   | 1989年                             | 高知・春野                         | 春野総合運動公園陸上競技場           | 浜松商業（静岡）                   | 埼玉栄（埼玉）                     |
| 43                                   | 1990年                             | 宮城・仙台                         | 宮城陸上競技場                       | 添上（奈良）                       | 埼玉栄（埼玉）                     |
| 44                                   | 1991年                             | 静岡・静岡                         | 草薙総合運動場陸上競技場             | 土浦日大（茨城）                   | 埼玉栄（埼玉）                     |
| 45                                   | 1992年                             | 宮崎・宮崎                         | 宮崎県総合運動公園陸上競技場         | 由良育英（鳥取）                   | 埼玉栄（埼玉）                     |
| 46                                   | 1993年                             | 栃木・宇都宮                       | 栃木県総合運動公園陸上競技場         | 添上（奈良）                       | 埼玉栄（埼玉）                     |
| 47                                   | 1994年                             | 富山・富山                         | 富山県総合運動公園陸上競技場         | 添上（奈良）                       | 埼玉栄（埼玉）                     |
| 48                                   | 1995年                             | 鳥取・鳥取                         | 布勢総合運動公園陸上競技場           | 浜松商業（静岡）                   | 埼玉栄（埼玉）                     |
| 49                                   | 1996年                             | 山梨・甲府                         | 小瀬スポーツ公園陸上競技場           | 市立船橋（千葉）                   | 埼玉栄（埼玉）                     |
| 50                                   | 1997年                             | 京都・京都                         | 西京極陸上競技場                     | 成田（千葉）                       | 添上（奈良）                       |
| 51                                   | 1998年                             | 香川・丸亀                         | 香川県立丸亀競技場                   | 中京大中京（愛知）                 | 園田学園（兵庫）                   |
| 52                                   | 1999年                             | 岩手・北上                         | 北上総合運動公園陸上競技場           | 新栄（神奈川）                     | 大阪薫英女学院（大阪）             |
| 53                                   | 2000年                             | 岐阜・岐阜                         | 長良川陸上競技場                     | 成田（千葉）                       | 新栄（神奈川）                     |
| 54                                   | 2001年                             | 熊本・熊本                         | 県民総合運動公園陸上競技場           | 成田（千葉）                       | 埼玉栄（埼玉）                     |
| 55                                   | 2002年8月2日 - 8月6日              | 茨城・那珂                         | 笠松運動公園陸上競技場               | 大社（島根）                       | 埼玉栄（埼玉）                     |
| 56                                   | 2003年7月30日 - 8月3日             | 長崎・長崎                         | 長崎市総合運動公園陸上競技場         | 成田（千葉）                       | 埼玉栄（埼玉）                     |
| 57                                   | 2004年8月2日 - 8月6日              | 島根・出雲                         | 浜山公園陸上競技場                   | 大阪（大阪）                       | 埼玉栄（埼玉）                     |
| 58                                   | 2005年8月2日 - 8月6日              | 千葉・千葉                         | 県総合スポーツセンター陸上競技場     | 成田（千葉）                       | 埼玉栄（埼玉）                     |
| 59                                   | 2006年8月2日 - 8月6日              | 大阪・大阪                         | 長居陸上競技場                       | 東海大望洋（千葉）                 | 埼玉栄（埼玉）                     |
| 60                                   | 2007年8月2日 - 8月6日              | 佐賀・佐賀                         | 佐賀県総合運動場陸上競技場           | 浜松市立（静岡）                   | 添上（奈良）                       |
| 61                                   | 2008年7月29日 - 8月2日             | 埼玉・熊谷                         | 熊谷スポーツ文化公園陸上競技場       | 仙台育英（宮城）                   | 東大阪大敬愛（大阪）               |
| 62                                   | 2009年7月29日 - 8月2日             | 奈良・奈良                         | 奈良市鴻ノ池陸上競技場               | 玉野光南（岡山）                   | 東大阪大敬愛（大阪）               |
| 63                                   | 2010年7月29日 - 8月2日             | 沖縄・沖縄                         | 県総合運動公園陸上競技場             | 和歌山北（和歌山）                 | 東大阪大敬愛（大阪）               |
| 64                                   | 2011年8月3日 - 8月7日              | 岩手・北上                         | 北上総合運動公園陸上競技場           | 東京（東京）                       | 埼玉栄（埼玉）                     |
| 65                                   | 2012年7月29日 - 8月2日             | 新潟・新潟                         | 東北電力ビッグスワンスタジアム       | 洛南（京都）                       | 東京（東京）                       |
| 66                                   | 2013年7月30日 - 8月3日             | 大分・大分                         | 大分銀行ドーム                       | 洛南（京都）                       | 浜松市立（静岡）                   |
| 67                                   | 2014年7月30日 - 8月3日             | 山梨・甲府                         | 山梨中銀スタジアム                   | 相洋（神奈川）                     | 東大阪大敬愛（大阪）               |
| 68                                   | 2015年7月29日 - 8月2日             | 和歌山・和歌山                     | 紀三井寺運動公園陸上競技場           | 洛南（京都）                       | 東大阪大敬愛（大阪）               |
| 69                                   | 2016年7月29日 - 8月2日             | 岡山・岡山                         | シティライトスタジアム               | 洛南（京都）                       | 東大阪大敬愛（大阪）               |
| 70                                   | 2017年7月29日 - 8月2日             | 山形・天童                         | NDソフトスタジアム山形               | 洛南（京都）                       | 東大阪大敬愛（大阪）               |
| 71                                   | 2018年8月2日 - 8月6日              | 三重・伊勢                         | 三重県営総合競技場                   | 大分東明（大分）                   | 中京大中京（愛知）                 |
| 72                                   | 2019年8月4日 - 8月8日              | 沖縄・沖縄                         | タピック県総ひやごんスタジアム       | 洛南（京都）                       | 相洋（神奈川）                     |
| 73                                   | 2020年                             | 静岡・袋井                         | 静岡スタジアム エコパ                | 大会中止                           | 大会中止                           |
| 74                                   | 2021年7月28日 - 8月1日             | 福井・福井                         | 福井運動公園陸上競技場               | 洛南（京都）                       | 中京大中京（愛知）                 |
| 75                                   | 2022年8月3日 - 8月7日              | 徳島・鳴門                         | ポカリスエットスタジアム             | 洛南（京都）                       | 中京大中京（愛知）                 |
| 76                                   | 2023年8月2日 - 8月6日              | 北海道・札幌                       | 札幌厚別公園競技場                   | 東福岡（福岡）                     | 松阪商（三重）                     |
| 77                                   | 2024年7月28日 - 8月1日             | 福岡・福岡                         | 博多の森陸上競技場                   | 洛南（京都）                       | 大塚（大阪）                       |
| 78                                   | 2025年7月25日 - 7月29日            | 広島・広島                         | ホットスタッフフィールド広島         | 洛南（京都）                       | 西武台                             |
| 79                                   | 2026年                             | 滋賀・彦根                         | 平和堂HATOスタジアム                 |                                    |                                    |
| 80                                   | 2027年                             | 神奈川・横浜                       | 横浜国際総合競技場                   |                                    |                                    |
| 81                                   | 2028年                             | 愛知・名古屋                       | 瑞穂公園陸上競技場                   |                                    |                                    |